# Petit Eyolf
Petit Eyolf est une pièce de théâtre en 3 actes d'Henrik Ibsen publiée en 1894 et créée le 12 janvier 1895 au Deutsches Theater de Berlin.
Aurélien Lugné-Poë créa la pièce en France le 8 mai 1895.

## Personnages
- Alfred Allmers, écrivain, il renonce à son œuvre pour se consacrer à l'éducation d'Eyolf son fils infirme
- Rita Allmers, possessive et sensuelle, voudrait son mari rien que pour elle
- Eyolf, leur enfant de 9 ans
- Asta Allmers, demi-sœur d'Alfred qui nourrit pour ce dernier un tendre sentiment
- L'ingénieur Borgheim
- La femme aux rats

## Trame
Rita ressent son fils comme un obstacle à l'accomplissement de ses désirs. Alors qu'elle s'apprête à tromper son mari, Eyolf se noie dans un fjord. Ce drame amène le couple à une autoanalyse mutuelle. Les accusations et confessions réciproques font partie des pages les plus intenses et les plus dures écrites par Ibsen. En définitive, Alfred, tenté de rejoindre Asta, restera auprès de Rita pour l'aider à évoluer vers une existence plus sereine.

## Mises en scène en France
- 1895 : mise en scène Aurélien Lugné-Poë
- 1967 : mise en scène Daniel Postal, Théâtre de l'Alliance française[2]
- 2003 : mise en scène Alain Françon, Théâtre national de la Colline[3]
- 2010 : mise en scène Raoul Teuscher, Théâtre 2ᐧ21[4]
- 2012 : mise en scène Jonathan Châtel, Théâtre d'Arras[5]
- 2013 : mise en scène Hélène Soulié, Théâtre de l'Archipel[6]
- 2015 : mise en scène Julie Berès, Comédie de Caen[7]
- 2017 : mise en scène Dominique Llorka, Théâtre de la Vie[8]
- 2018 : mise en scène Julien Robert, Théâtre de la Boutonnière[9]
- 2018 : mise en scène Jean-Luc Jeener, Espace Richaud[10]

## La première
- Date : 12 janvier 1895
- Nombre de représentations : 6
- Lieu : Deutsches Theater de Berlin
- Titre : Klein Eyolf
- Distribution : Emanuel Reicher (Alfred Allmers), Agnes Sorma (Rita Allmers), Hans Pauli (Eyolf), Martha Hachmann-Zipser (Asta Allmers), Rudolf Rittner (Borgheim), Auguste Wilbrandt-Baudius (la femme aux rats).
- Metteur en scène : Cord Hachmann
- Langue : allemand

Source : Alexander Weigel, Das deutsche Theater - Eine Geschichte in Bildern, Berlin 1999